# NGC 4228
NGC 4228 este o galaxie neregulată situată în constelația Câinii de Vânătoare. A fost descoperită în 28 aprilie 1785 de către William Herschel. Se află la o distanță de 2,94 megaparseci de Pământ.